# Güvençli, Tuşba
Güvençli là một xã thuộc huyện Tuşba, tỉnh Van, Thổ Nhĩ Kỳ. Dân số thời điểm năm 2011 là 1.408 người.